# Барвінківка
Барвінківка — колишній населений пункт в Кіровоградській області.

## Стислі відомості
В часі Голодомору 1932—1933 років нелюдською смертю померло не менше 6 людей.
В другій половині 20 століття приєднане до села Кетрисанівка.